# VLT da Cidade do México
O VLT da Cidade do México, em espanhol Tren ligero de la Ciudad de México, é um sistema de veículo leve sobre trilhos que opera em 3 demarcações territoriais do sul da Cidade do México, no México. Sua operação, bem como sua administração, está a cargo do Servicio de Transportes Eléctricos de la Ciudad de México (STECDMX).
É composto atualmente por uma única linha em operação, a Linha 1, que possui 18 estações e 13,04 km de extensão. O sistema entrou em operação no dia 1º de agosto de 1986.
Atualmente, atende às seguintes demarcações territoriais: Coyoacán, Tlalpan e Xochimilco. O sistema registrou um tráfego de cerca de 1,993 milhões de passageiros em janeiro de 2023.

## História
A atual linha do VLT da Cidade do México é a remanescente do antigo sistema de bondes da Cidade do México criado em meados do século XIX. No dia 19 de fevereiro de 1979, as últimas linhas de bondes que operavam na cidade foram encerradas, no entanto as linhas Tasqueña ↔ Xochimilco e Huipulco ↔ Tlalpan continuaram a funcionar discretamente até o ano de 1984.
Entre os anos de 1986 e de 1988, a empresa Servicio de Transportes Eléctricos del Distrito Federal, que operava os bondes da Cidade do México, reativou o serviço de bondes do sul da cidade a partir de um projeto denominado Tren ligero. O projeto, elaborado com consultoria da empresa canadense Urban Transportation Development Corporation, reaproveitou o leito das antigas linhas de bondes Tasqueña ↔ Xochimilco e Huipulco ↔ Tlalpan para implementar uma única linha com o uso de veículos leves sobre trilhos (VLTs).

## Linhas
O sistema é composto por uma única linha em operação, a Linha 1. Foi inaugurada em 1986, possuindo hoje 18 estações e 13,04 km de extensão.
A tabela abaixo lista o nome, as estações terminais, o ano de inauguração, a extensão e o número de estações da linha em operação:
| Linha | Terminais             | Ano de inauguração | Extensão | N.º de estações |
| ----- | --------------------- | ------------------ | -------- | --------------- |
|       | Tasqueña ↔ Xochimilco | 1986               | 13,04 km | 18              |

## Estações
O sistema é composto por 18 estações em operação, das quais todas são superficiais. As estações que estão em operação são listadas a seguir:
| · Linha 1 | - Tasqueña - Las Torres - Ciudad Jardín - La Virgen - Xotepingo - Nezahualpilli - Registro Federal - Textitlán - El Vergel - Estadio Azteca - Huipulco - Xomali - Periférico/Participación Ciudadana - Tepepan - La Noria - Huichapan - Francisco Goitia - Xochimilco |